# Orac, Leova
Orac este un sat din raionul Leova, Republica Moldova. Orac din turca înseamnă Topor.

## Demografie

### Structura etnică
Structura etnică a localității conform recensământului populației din 2004:
| Grup etnic                                               | Populație | % Procentaj  |
| -------------------------------------------------------- | --------- | ------------ |
| Băștinași declarați Moldoveni Băștinași declarați Români | 1027 1    | 99,04% 0,10% |
| Ucraineni                                                | 4         | 0,39%        |
| Ruși                                                     | 3         | 0,29%        |
| Bulgari                                                  | 2         | 0,19%        |
| Total                                                    | 1037      |              |

## Administrație și politică
Componența Consiliului local Orac (9 consilieri), ales la 5 noiembrie 2023, este următoarea:
|  | Partid                                | Consilieri | Componență | Componență | Componență | Componență | Componență |
|  | ------------------------------------- | ---------- | ---------- | ---------- | ---------- | ---------- | ---------- |
|  | Partidul Liberal Democrat din Moldova | 5          |            |            |            |            |            |
|  | Partidul Social Democrat European     | 4          |            |            |            |            |            |